# Molophilus (Molophilus) theresia
Molophilus (Molophilus) theresia is een tweevleugelige uit de familie steltmuggen (Limoniidae). De soort komt voor in het Australaziatisch gebied.